# Alfredo Salafia
Alfredo Salafia (Sicilia, 7 de noviembre de 1869 - Sicilia, 31 de enero de 1933) fue un profesor de química italiano, y también un notable embalsamador y taxidermista de principios del siglo XX.
En diciembre de 1920, embalsamó a una niña, Rosalia Lombardo, en Palermo, Sicilia, a petición de su padre. En la actualidad, el cadáver se encuentra bajo una cubierta de cristal sellada en un ataúd localizado en las catacumbas de los Capuchinos de Palermo. El acceso está disponible para el público con el reclamo de ser uno de los cuerpos mejor conservados de la colección. La fórmula que Salafia utilizó para este embalsamamiento se puede encontrar en sus memorias manuscritas: consistió en una sustitución de su sangre con una solución de formalina, sales de zinc, alcohol etílico, ácido salicílico y glicerina.

## Técnica

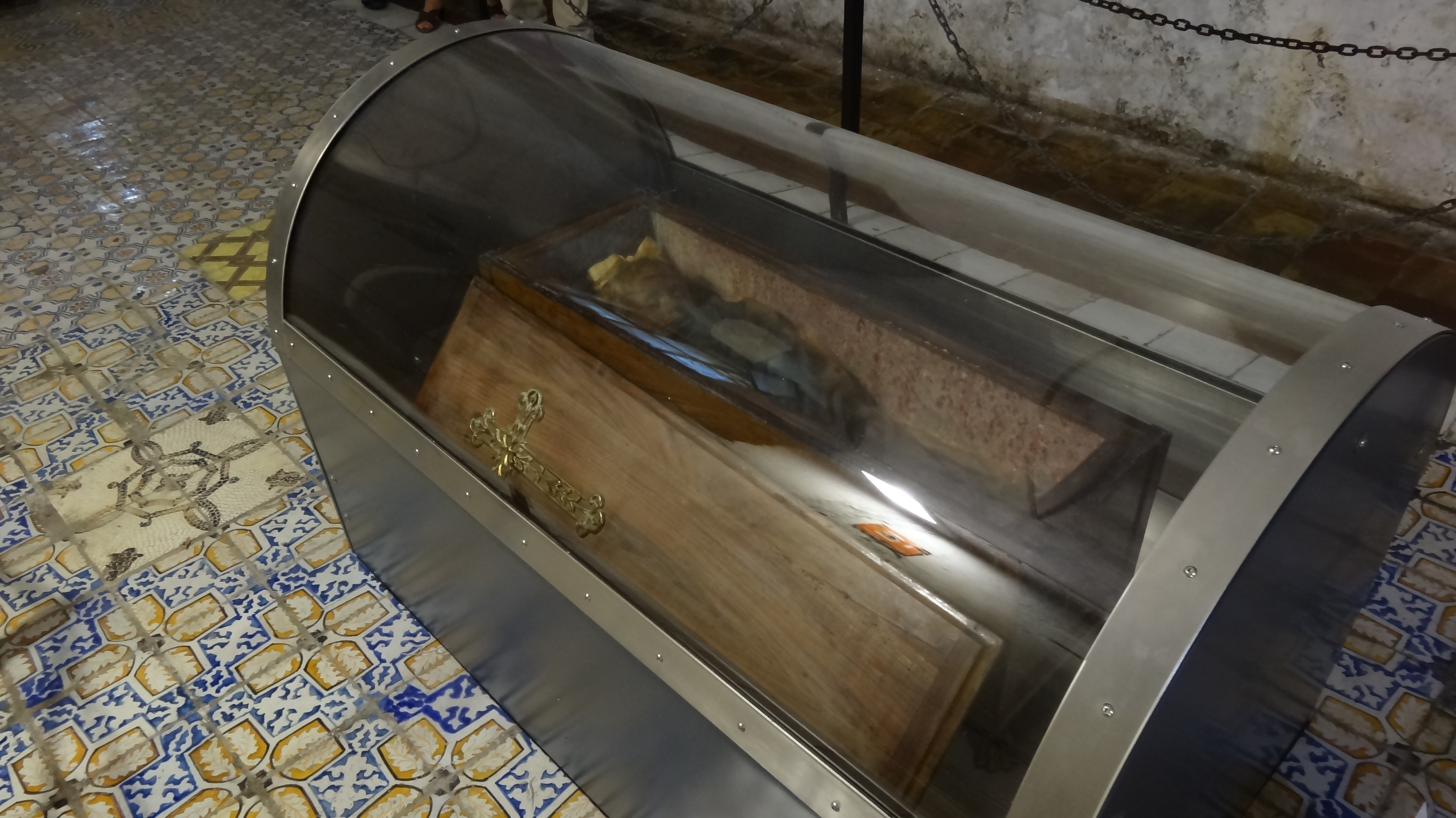
Rosalia Lombardo's body as it appears today.

Las técnicas de momificación utilizadas por Salafia se descubrieron en 2007 en sus memorias escritas a mano. Le inyectó al cadáver un líquido hecho de formalina para matar bacterias, alcohol para secar el cuerpo, glicerina para evitar que se secara demasiado, ácido salicílico para matar hongos y sales de zinc para darle rigidez al cuerpo. En consecuencia, la composición de la fórmula es "una parte de glicerina, una parte de formalina saturada con sulfato y cloruro de zinc, y una parte de una solución de alcohol saturada con ácido salicílico".

## Literatura
- Dario Piombino-Mascali. Il maestro del sonno eterno (Le pietre 24). La Zisa, Palermo 2009, ISBN 978-88-95709-52-9, (en italiano).

- Dario Piombino-Mascali, Melissa Johnson Williams. Alfredo Salafia: Master Embalmer. In: Am. Funeral Director. 105: 52-55, febrero de 2009, Kates-Boylston publications, New York NY 2009.

- Dario Piombino-Mascali, Arthur C. Aufderheide, Melissa Johnson-Williams, Albert R. Zink. The Salafia method rediscovered. In: Virchows Archiv 454 (3): 355-357 marzo de 2009.